# Usserrete
O antigo egípcio nobre Usserrete (Userhet) ou Usserrate (Userhat) foi enterrado no Vale dos Reis, na tumba KV45. Ele viveu provavelmente durante o reinado de Tutemés IV. Dentre seus títulos conhecidos estava: O Supervisor dos Campos de Amon. Provavelmente, ele recebeu a honra de ter uma tumba na necrópole real por causa da sua posição.